# Ceuthophilus alpinus
Ceuthophilus alpinus är en insektsart som beskrevs av Scudder, S.H. 1894. Ceuthophilus alpinus ingår i släktet Ceuthophilus och familjen grottvårtbitare. Inga underarter finns listade i Catalogue of Life.